# Teleutes
Teleuts um povo turcomano (ou túrquico) que vive no Oblast de Kemerovo, Rússia. Conforme o Censo da Rússia de 2002, havia 2.650 Teleutes no país. Sua língua, teleut, é classificada como um dialeto dentro de um grupo  dialetal da língua altai.